# Gotlands norra tingslag
Gotlands norra tingslag var ett tingslag på Gotland i Gotlands län, från 1943 i Gotlands domsaga. Tingslaget omfattade Gotlands norra härad.
Före 1943 ingick tingslaget i Gotlands norra domsaga som bildats 1681. Länge användes de äldre tingsindelningarna inom domsagan och först från omkring 1870 används begreppet Gotlands norra tingslag mer allmänt.
Tingslaget uppgick den 1 januari 1948 (enligt beslut den 10 juli 1947) i Gotlands domsagas tingslag.